# Jabir ibne Haiane

Desenho de um alambique, feito por Jabir Ibn Hayyan.

Abu Muça Jabir ibne Haiane (Abu Musa Jabir ibn Hayyan; em árabe: جابر بن حیان; Tus, c. 721 – Cufa, c. 815), também conhecido pelo nome latino Geber, foi um alquimista muçulmano conhecido como o pai da química árabe. Sistematizou uma análise quantitativa de substâncias.